# Боец (фильм, 2010)
«Боец» (англ. The Fighter) — американский биографический спортивный драматический фильм 2010 года, пятый полнометражный фильм режиссёра Дэвида Оуэна Расселла, в котором снимались Марк Уолберг (который также был продюсером), Кристиан Бэйл, Эми Адамс и Мелисса Лео. В центре фильма - жизнь профессионального боксёра Микки Уорда (Уолберг) и его старшего сводного брата и бывшего боксёра Дикки Эклунда (Бэйл). Фильм был вдохновлен документальным фильмом 1995 года о семье Эклунд-Уорд под названием «Высоко на Крэк-стрит: потерянные жизни в Лоуэлле».
Фильм «Боец» был выпущен в кинотеатрах 17 декабря 2010 года компанией Paramount Pictures. Фильм собрал 129 миллионов долларов во всем мире и получил в основном положительные отзывы, а критики высоко оценили исполнение; многие отметили, что физическая трансформация, акцент и манеры Бэйла сделали его одним из величайших выступлений того года. Он был номинирован на 7 премий Оскар, получив награды за лучшую мужскую роль второго плана (Бэйл) и лучшую женскую роль второго плана (Лео).

## Сюжет
Микки Уорд — американский боксёр полусреднего веса из Лоуэлла, штат Массачусетс. Управляемый его матерью Элис Уорд и обученный его старшим сводным братом Дикки Эклундом, Микки стал «ступенькой» для других боксёров, которых они должны победить на пути к вершине. Дикки, бывший боксёр, чей пик успеха пришелся на дистанцию с Шугаром Рэем Леонардом в 1978 году, пристрастился к крэк-кокаину. Его снимают для документального фильма HBO, который, по его мнению, будет о его «возвращении».
В ночь андеркартного боя в Атлантик-Сити запланированный соперник Микки Саул Мамби заболел, и ему заменили Майка Мангина, который на 20 фунтов тяжелее Микки, что является огромной разницей в профессиональном боксе, составляющей две или три весовые категории. Несмотря на возражения Микки, его мать и брат соглашаются, чтобы все они могли получить сумочку и сказать Микки, что боец не в форме и у него ржавчина на ринге. Они прибывают на бой и обнаруживают, что запасной боец действительно готов к бою и находится в отличной форме, и уверенно побеждает Микки. Микки уходит от мира и завязывает отношения с Шарлин Флеминг, бывшей спортсменкой из колледжа, которая бросила учёбу и стала баргёлшей.
Через несколько недель Элис устраивает для Микки ещё один бой, но Микки обеспокоен тем, что всё закончится тем же самым. Его мать и семь сестёр обвиняют Шарлин в отсутствии у него мотивации. Микки упоминает, что он получил предложение оплатить обучение в Лас-Вегасе, но Дикки говорит, что он согласится на это предложение, чтобы продолжать тренироваться и работать со своей семьёй. Затем Дикки пытается получить деньги, изображая свою девушку проституткой, а затем, как только она забирает клиента, выдает себя за полицейского, чтобы украсть деньги клиента. Этому препятствует настоящая полиция, и Дикки арестовывают после погони и драки с ними. Микки пытается помешать полиции избить его брата, но полицейский жестоко ломает ему руку, прежде чем арестовать. По предъявлению обвинения Микки освобождают, но Дикки отправляют в тюрьму. Микки умывает руки от Дикки.
В ночь выхода в эфир документального фильма HBO семья Дикки и сам Дикки в тюрьме приходят в ужас, увидев, что он называется «Крэк в Америке» и показывает, как пристрастие к крэку разрушило карьеру и жизнь Дикки. Дикки начинает тренироваться и пытается наладить свою жизнь в тюрьме. Микки снова заманивает в бокс его отец, который считает, что Элис и его пасынок Дикки плохо влияют на него, и принесли больше вреда его карьере, чем пользы. Другие члены его тренировочной команды и новый менеджер Сал Ланано убеждают Микки вернуться в бокс, чётко понимая, что его мать и брат больше не будут участвовать в этом деле. Они вовлекают Микки в мелкие драки, чтобы помочь ему вернуть себе уверенность. Затем ему предлагают ещё один крупный бой против непобедимого многообещающего боксёра. Во время посещения тюрьмы, Дикки советует Микки, как лучше всего поработать со своим противником, но Микки чувствует, что его брат ведёт себя эгоистично и пытается возобновить свою неудачную карьеру. Во время самого матча Микки почти подавлен, но затем выполняет совет своего брата и одерживает победу; он зарабатывает титульный бой, к которому готовился его соперник.
После выхода из тюрьмы, Дикки и его мать идут посмотреть поезд Микки. Предполагая, что всё так, как было, Дикки готовится к спаррингу со своим братом, но Микки сообщает ему, что ему больше не разрешено согласно соглашению Микки с его нынешней командой. В последовавшем споре, в котором Микки отчитывает обе фракции своей семьи, Шарлин и его тренер с отвращением уходят. Микки и Дикки сражаются, пока Микки не сбивает Дикки с ног. Дикки уносится прочь, предположительно, чтобы снова накуриться, а Элис упрекает Микки только для того, чтобы отрезвиться, когда он говорит ей, что она всегда отдавала предпочтение Дикки. Дикки возвращается в свой наркобар, где прощается со своими друзьями и направляется в квартиру Шарлин. Он говорит ей, что Микки нужны они оба и им нужно работать вместе. Собрав всех вместе, группа отправляется в Лондон на титульный бой против чемпиона в полусреднем весе Ши Нири. Микки одерживает ещё одну досадную победу и титул чемпиона в полусреднем весе. Фильм переносится на несколько лет вперед: Дикки считает своего брата создателем своего собственного успеха.
Реальные братья подшучивают во время финальных титров.

## В ролях
- Марк Уолберг — Микки Уорд
- Кристиан Бейл — Дик «Дикки» Эклунд
- Эми Адамс — Шарлин Флеминг
- Мелисса Лео — Элис Уорд
- Джек Макги — Джордж Уорд
- Майкл О’Киф — тренер Микки Уорда (играет себя)
- Дендри Тейлор — Гэйл «Рыжая Собака» Эклунд
- Дженна Ламия — Шерри Уорд
- Бьянка Хантер — Кэти Эклунд
- Эрика Макдермотт — Синди Эклунд
- Шанти Сок — Карен
- Рой Джонс — конферансье

## Создание
Производство картины велось крайне мучительно, и съёмки неоднократно откладывались по причине недостаточного финансирования. Проект претерпел смену режиссёра. Трижды не ладилось с ролью Дикки Эклунда: уже утверждённые на неё Брэд Питт, а затем Мэтт Деймон (дважды) спустя некоторое время выходили из проекта.
Киностудия готова была отказаться от съёмок, но взявшийся продюсировать фильм Марк Уолберг буквально отвоевал его. С самого начала он отнёсся к проекту с особым приоритетом, возможно из-за некоторого сходства истории успеха Микки Уорда с его собственной, или детской мечты реализоваться в спорте. Марк два года посвятил изнурительным тренировкам и к съёмкам подошёл в блестящей форме, с лихвой соответствующей своему на десяток лет более молодому герою.
На роль Микки Уорда первоначально пробовался Майкл Фассбендер.
Кристиан Бейл, дабы достичь большей достоверности в изображении крэкового наркомана Дикки Эклунда, сел на жесточайшую диету, питаясь лишь овощами и фруктами, хотя по контракту от него того не требовалось. Он настолько исхудал, что его партнёр Марк Уолберг публично выражал обеспокоенность состоянием его здоровья. Впрочем, Кристиану не впервой: подобной экзекуции он уже подвергал себя при работе над «Машинистом» и «Спасительным рассветом».
В жизни Дикки намного старше своего сводного брата Микки, однако Кристиан Бейл моложе Марка Уолберга.

## Саундтрек
| Композиция                       | Автор                                                                                    | Исполнитель             |
| «How You Like Me Now?»           | Келвин Суоби, Дэн Тэйлор, Спенсер Пейдж, Крис Эллул и Арлестер Кристиан                  | The Heavy               |
| «Sweet Dreams»                   | Кит Сент-Джон                                                                            | Кит Сент-Джон           |
| «Can't Hide Your Love Forever»   | Джеймс Уильям Хентерли и Деннис Клайнфельт                                               | Mariner                 |
| «Solid Gold»                     | Кит Мэнсфилд                                                                             | Кит Мэнсфилд            |
| «Down And Dirty»                 | Скотт Николи и Джейми Данлэп                                                             | Майкл Малхолланд        |
| «Saints»                         | Ким Дил                                                                                  | The Breeders            |
| «So Into You»                    | Бадди Бьюи, Дин Дотри и Роберт Никс                                                      | Atlanta Rhythm Section  |
| «Sara Smile»                     | Дэрил Холл и Джон Оутс                                                                   | Hall & Oates            |
| «Here I Go Again»                | Дэвид Кавердэйл и Берни Марсден                                                          | Whitesnake              |
| «Dance Hall Days»                | Даррен Костин, Ник Фелдман и Джек Хьюс                                                   | Wang Chung              |
| «Send Me Your Love»              | Джейми Карпентер                                                                         | Джейми Карпентер        |
| «La Maleta En El Camino»         | Антуан Дюамель                                                                           | Антуан Дюамель          |
| «I Started A Joke»               | Барри Гибб, Робин Гибб и Морис Гибб                                                      |                         |
| «Jasmine Girl»                   | Синн Сисамаут и Пэн Рон                                                                  | Синн Сисамаут и Пэн Рон |
| «Good Times Bad Times»           | Джимми Пейдж, Джон Пол Джонс и Джон Бонэм                                                | Led Zeppelin            |
| «Stakeout»                       | Мэтт Коскенмаки и Дэвид Джон Ванакор                                                     |                         |
| «Voices Carry»                   | Майкл Хаусман, Роберт Холмс, Эйми Манн и Джозеф Пеши                                     | 'Til Tuesday            |
| «HBO Feature Presentation Theme» | Фердинанд Джей Смит                                                                      | Фердинанд Джей Смит     |
| «Strip My Mind»                  | Энтони Кидис, Фли, Джон Фрушанте и Чад Смит                                              | Red Hot Chili Peppers   |
| «Rock 'N' Roll Stew»             | Джим Гордон и Рик Греч                                                                   | Traffic                 |
| «Back In The Saddle»             | Стивен Тайлер и Джо Перри                                                                | Aerosmith               |
| «The Warrior's Code (Live)»      | Эл Барр, Тимоти Бреннан, Кен Кейси, Мэтт Келли, Джеймс Линч, Марк Оррелл и Джошуа Уоллес | Dropkick Murphys        |
| «Siesta»                         | Дэниел Индарт                                                                            | Mariachi La Estrella    |
| «Can’t You Hear Me Knocking»     | Мик Джаггер и Кит Ричардс                                                                | The Rolling Stones      |
| «Paint The Town Red»             | Джеймс Финтан Макконнелл                                                                 | The Mahones             |
| «Glory & Consequence»            | Бен Харпер                                                                               | Бен Харпер              |

## Награды и номинации
| Премия                         | Категория                         | Имя                                                     | Результат |
| ------------------------------ | --------------------------------- | ------------------------------------------------------- | --------- |
| Оскар                          | Лучший фильм                      | Дэвид Хоберман, Тодд Либерман, Марк Уолберг             | Номинация |
| Оскар                          | Лучшая режиссура                  | Дэвид О. Расселл                                        | Номинация |
| Оскар                          | Лучшая мужская роль второго плана | Кристиан Бейл                                           | Победа    |
| Оскар                          | Лучшая женская роль второго плана | Эми Адамс                                               | Номинация |
| Оскар                          | Лучшая женская роль второго плана | Мелисса Лео                                             | Победа    |
| Оскар                          | Лучший оригинальный сценарий      | Скотт Сильвер, Пол Тамаси, Эрик Джонсон, Кит Доррингтон | Номинация |
| Оскар                          | Лучший монтаж                     | Памела Мартин                                           | Номинация |
| BAFTA                          | Лучшая мужская роль второго плана | Кристиан Бейл                                           | Номинация |
| BAFTA                          | Лучшая женская роль второго плана | Эми Адамс                                               | Номинация |
| BAFTA                          | Лучший оригинальный сценарий      | Скотт Сильвер, Пол Тамаси, Эрик Джонсон                 | Номинация |
| Золотой глобус                 | Лучший фильм — драма              |                                                         | Номинация |
| Золотой глобус                 | Лучшая режиссура                  | Дэвид О. Расселл                                        | Номинация |
| Золотой глобус                 | Лучшая мужская роль в драме       | Марк Уолберг                                            | Номинация |
| Золотой глобус                 | Лучшая мужская роль второго плана | Кристиан Бейл                                           | Победа    |
| Золотой глобус                 | Лучшая женская роль второго плана | Эми Адамс                                               | Номинация |
| Золотой глобус                 | Лучшая женская роль второго плана | Мелисса Лео                                             | Победа    |
| Премия Гильдии киноактёров США | Лучший актёрский состав           |                                                         | Номинация |
| Премия Гильдии киноактёров США | Лучшая мужская роль второго плана | Кристиан Бейл                                           | Победа    |
| Премия Гильдии киноактёров США | Лучшая женская роль второго плана | Эми Адамс                                               | Номинация |
| Премия Гильдии киноактёров США | Лучшая женская роль второго плана | Мелисса Лео                                             | Победа    |